# 紀美野町立野上小学校
紀美野町立野上小学校（きみのちょうりつのかみしょうがっこう）は、和歌山県海草郡紀美野町動木にある町立小学校である。

## 概要
紀美野町立野上小学校柴目長谷分校・紀美野町立志賀野小学校が休校中のためにその生徒は、この学校に通学している。

## 沿革
- 1878年（明治11年） - 動木小学校として開校[1]。
- 1896年（明治29年） - 動木、下佐々、柴目、小畑の4小学校を合併し、東野上尋常高等小学校に改称[1]。
- 1913年（大正2年） - 柴目長谷分校を設置。
- 1941年（昭和16年） - 国民学校令が施行されたのに伴い、東野上国民学校に改称。
- 1945年（昭和20年） - 志賀野小学校が休校となり、在籍している生徒を野上小学校に受け入れ
- 1947年（昭和22年） - 東野上町立東野上小学校に改称。
- 1955年（昭和30年） - 東野上町が野上町に改称したのに伴い、野上町立野上小学校に改称。
- 2006年（平成18年） - 野上町が美里町と合併し、紀美野町となったのに伴い、紀美野町立野上小学校に改称。

## アクセス
- 公共交通機関では、JR海南駅から大十バスの野上農協前下車後、西に徒歩3分足らずで到着。
- 自動車では、阪和自動車道の海南東ICを降りた後、国道370号を東方面に進み、JAながみね野上支店のもとあった(現更地)交差点を右に曲がって、約200mで到着。

## 通学区域が隣接している学校
- 紀美野町立小川小学校
- 紀美野町立下神野小学校
- 紀の川市立安楽川小学校
- 紀の川市立東貴志小学校
- 海南市立北野上小学校
- 海南市立中野上小学校
- 有田川町立小川小学校